# Henry Dafel
Henning Johannes Dafel, detto Henry (Pretoria, 8 gennaio 1889 – 21 agosto 1947), è stato un velocista sudafricano, specializzato nei 400 metri piani.

## Palmarès

### Olimpiadi
- Argento a Anversa 1920 nella staffetta 4×400 metri.